# Fåfängön
Fåfängön är en ö i Finland. Den ligger i Ekenäs skärgård i Finska viken och i kommunen Raseborg i den ekonomiska regionen  Raseborg i landskapet Nyland, i den södra delen av landet. Ön ligger omkring 83 kilometer väster om Helsingfors och knappt 10 kilometer sydost om Ekenäs centrum.
Öns area är 82,6 hektar och dess största längd är 1,8 kilometer i öst-västlig riktning.